# Medicine Point Lookout
Le Medicine Point Lookout est une tour de guet du comté de Ravalli, dans le Montana, aux États-Unis. Situé à 2 532 mètres d'altitude dans la Bitterroot Range, il est protégé au sein de la  forêt nationale de Bitterroot. Il est inscrit au Registre national des lieux historiques depuis le 6 avril 2018.